# AMD Embedded Radeon
| QS-Informatik | Dieser Artikel wurde wegen inhaltlicher Mängel auf der Qualitätssicherungsseite der Redaktion Informatik eingetragen. Dies geschieht, um die Qualität der Artikel aus dem Themengebiet Informatik auf ein akzeptables Niveau zu bringen. Hilf mit, die inhaltlichen Mängel dieses Artikels zu beseitigen, und beteilige dich an der Diskussion! (+) Begründung: Auslagerung der Tabelle von der AMD Radeon-Seite; hier fehlt noch einiges (beschreibende Hauptsubstanz, Querverweise, etc.) --ProloSozz (Diskussion) 20:11, 3. Jan. 2018 (CET) |

AMD bietet auch Grafikprozessoren für das Embedded-Segment an. Dies sind Industrieanwendungen wie Monitoranwendungen in Medizingeräten oder Kasino-Automaten. Für diese Modelle garantiert AMD eine Langzeitverfügbarkeit von fünf Jahren. E9000-Module basierend auf Polaris wurden nun angekündigt als Nachfolger der E8000-Reihe.
| Modell                 | Launch     | Shader-Prozessoren (Compute Units) | Gleitkomma-Leistung Single Precision | Speicher      | Speicher  | Speicher | Open GL | Open CL    | Direct X 3D | Vulkan | UVD | Leistungs- aufnahme | Anschlüsse           |
| Modell                 | Launch     | Shader-Prozessoren (Compute Units) | Gleitkomma-Leistung Single Precision | Größe         | Busbreite | Frequenz | Open GL | Open CL    | Direct X 3D | Vulkan | UVD | Leistungs- aufnahme | Anschlüsse           |
| Einheiten              |            |                                    | GFLOPS                               | MB            | Bit       | MHz      |         |            |             |        |     | W                   |                      |
| ---------------------- | ---------- | ---------------------------------- | ------------------------------------ | ------------- | --------- | -------- | ------- | ---------- | ----------- | ------ | --- | ------------------- | -------------------- |
| E2400 (RV610)          | 2006-07-28 | 0040 (02 CU)                       | 0048                                 | 0128 MB GDDR3 | 064       | 0700     | 3.3     | ATI Stream | 10.0        | N/A    | 1.0 | 0025                | MXM-II               |
| E4690 (RV730)          | 2009-06-01 | 0320 (04 CU)                       | 0388                                 | 0512 MB GDDR3 | 128       | 0700     | 3.3     | 1.0        | 10.1        | N/A    | 2.2 | 0030                | MXM-II               |
| E6460 (Caicos)         | 2011-04-07 | 0160 (02 CU)                       | 0192                                 | 0512 MB GDDR5 | 064       | 0800     | 4.5     | 1.2        | 11.1        | N/A    | 3.0 | 016                 | PCIe 2.1, MXM-A, MCM |
| E6465 (Caicos)         | 2015-09-29 | 0160 (02 CU)                       | 0192                                 | 2048 MB GDDR5 | 064       | 0800     | 4.5     | 1.2        | 11.1        | N/A    | 3.0 | <020                | PCIe 2.1, MXM-A, MCM |
| E6760 (Turks)          | 2011-05-02 | 0480 (06 CU)                       | 0576                                 | 1024 MB GDDR5 | 128       | 0800     | 4.3     | 1.2        | 11          | N/A    | 3.0 | 0035                | PCIe 2.1, MXM-A, MCM |
| E8860 (GCN 1)          | 2014-01-25 | 0640 (10 CU)                       | 0800                                 | 2048 MB GDDR5 | 128       | 1125     | 4.5     | 1.2        | 12.0        | 1.0    | 3.1 | 0037                | PCIe 3.0, MXM-B      |
| E8870 (GCN 2)          | 2015-09-29 | 0768 (12 CU)                       | 1536                                 | 4096 MB GDDR5 | 128       | 1500     | 4.5     | 2.0        | 12          | 1.0    | 4.2 | 0075                | PCIe 3.0, MXM-B      |
| E8950 (GCN 3)          | 2015-09-29 | 2048 (32 CU)                       | 3010                                 | 8192 MB GDDR5 | 128       | 1500     | 4.5     | 2.0        | 12          | 1.0    | 4.2 | 0095                | MXM-B                |
| E9260 (Polaris, GCN 4) | 2016-09-27 | 0896 (14 CU)                       | 2150                                 | 4096 MB GDDR5 | 128       | 1750     | 4.5     | 2.0        | 12          | 1.0    | 6.3 | 0050                | PCIe 3.0, MXM-A      |
| E9550 (Polaris, GCN 4) | 2016-09-27 | 2304 (36 CU)                       | 5834                                 | 8192 MB GDDR5 | 256       | 2000     | 4.5     | 2.0        | 12          | 1.0    | 6.3 | 0095                | MXM-B                |